# SECAM
SECAM, též SÉCAM, (fr. Séquentiel couleur à mémoire – postoupení barevné informace do paměti) byl první evropský systém barevné televize, tehdy analogové, vyvinutý roku 1956 ve Francii týmem odborníků, který vedl Henri de France ve společnosti CSF. Je obousměrně kompatibilní s černobílým televizním vysíláním. Používá barevný prostor YDbDr, který je dosti podobný YUV.
SECAM byl zvolen při zavádění barevné televize v zemích východního bloku včetně Československa; zde byl později opuštěn ve prospěch systému PAL. Vzhledem k tomu, že většina prodávaných televizorů byla kompatibilní s oběma systémy, změna nezpůsobila významnější problémy[zdroj?].

## Princip
K vytvoření barevného obrazu je zapotřebí informace o jasu (černobílý signál - Y) a o dvou barevných složkách (Db a Dr). K přenosu informace o barvě SECAM používá frekvenční modulaci, která neumožňuje přenášet obě barevné složky najednou. V každém jednotlivém řádku se přenáší informace o jedné barevné složce. Přijímač je vybaven zpožďovací linkou (64μs), která zpozdí přijatou informaci o barevné složce o jeden řádek, tak aby v následujícím řádku byly na vstupu dekodéru barev informace o obou barevných složkách (první ze zpožďovací linky a druhá právě přijímaná). Díky tomuto způsobu přenosu má SECAM poloviční barevné rozlišení, to znamená, že ve dvou po sobě zobrazených řádcích je stejný průběh barevné informace (ale rozdílný průběh jasu - ten je kontinuální). Vzhledem k vlastnostem lidského zraku není kvalitativní rozdíl příliš pozorovatelný.

### Výhody
Použitá modulace je odolná vůči fázovému zkreslení (oproti NTSC).

### Nevýhody
Vinou použité modulace se signál v SECAMu nehodí ke studiovému zpracování.
Pokud jsou v přenášeném obraze ostré vodorovné přechody, dochází ke zkreslení barev v místě přechodů (červené a modré pruhy).